# Gunnar Didrikson
Karl Gunnar Didrikson, född den 28 mars 1864 i Alsike församling, Stockholms län, död den 29 november 1933 i Stockholm, var en svensk läkare.
Didrikson gick i tre klasser i Gävle högre allmänna läroverk samt därefter i Uppsala högre allmänna läroverk, där han avlade mogenhetsexamen 1883. Han blev samma år student vid Uppsala universitet, där han avlade medicinsk-filosofisk examen 1885, medicine kandidatexamen 1889 och medicine licentiatexamen 1894. Efter olika kortare förordnanden, bland annat som tillförordnad lasarettsläkare och andre stadsläkare i Söderhamn 1894, 1895 och 1896 samt som läkare vid Fjällnäs sanatorium i Jämtlands län sistnämnda år, var Didrikson extra provinsialläkare i Ovanåkers distrikt i Gävleborgs län 1897–1904. Han var praktiserande läkare i Stockholm från 1904. Som sådan var Didrikson närvarande vid Erik Axel Karlfeldts dödsbädd. Han var även etnologiskt intresserad och donator till Nordiska museet, vilket medförde att han ägnades en monografi av Sigurd Erixon 1943.